# Peter Schad
Peter Schad (* 13. Juni 1952 in Bad Wurzach) ist Oberstudienrat, Dirigent und Komponist aus Oberschwaben. Er ist Gründer der Oberschwäbischen Dorfmusikanten.

## Leben
Peter Schad kam nach seinem Abitur für zwei Jahre als Posaunist zum Heeresmusikkorps 9 nach Stuttgart. Danach studierte er an der Stuttgarter Musikhochschule und wirkte als Musiker bei vielen Formationen mit. Unter anderem war er sieben Jahre Tenorhornist bei Robert Payer und seiner Original Burgenlandkapelle. 1980 wurde er hauptberuflich Musiklehrer am Gymnasium Salvatorkolleg in Bad Wurzach. 1983 gründete er die Oberschwäbischen Dorfmusikanten. Für diese speziell komponierte er über 150 Stücke, hauptsächlich Polkas, Märsche und Walzer.

## Peter Schad und dieOberschwäbischen Dorfmusikanten
Gegründet wurden die Oberschwäbischen Dorfmusikanten 1983 beim Hafenkonzert des Südwestfunks. Inzwischen haben sie bei über 80 Live-Sendungen vieler Rundfunkanstalten mitgewirkt, unzählige Gastspiele im In- und Ausland gegeben, regelmäßig Spitzenplätze bei Hitparaden in Funk und Fernsehen belegt und mittlerweile elf Langspielplatten beziehungsweise CDs produziert. Dabei haben sie einen unverkennbaren eigenen Blasmusikstil entwickelt, zu dem nicht zuletzt etwa 100 Eigenkompositionen von Peter Schad beigetragen haben. Höhepunkte in ihrem Konzertprogramm sind virtuos vorgetragene Solostücke sowie die Darbietungen der Sängerin Conny Schuler. 2023 wurde das Ende der Oberschwäbischen Dorfmusikanten bekanntgegeben. Mit der Konzertreihe zum 40-jährigen Jubiläum verabschiedeten sich die Dorfmusikanten in Form mehrerer Abschiedskonzerte.

### Diskographie
- Wir laden Euch ein
- Sonntagslaune (1988)
- Es gibt immer einen Weg (1990)
- Mein ganzes Glück (1992)
- So klingts bei uns (1994)
- Jubiläumsklänge (1994)
- Abendmelodie (1996)
- 15 Jahre Peter Schad (1998)
- Neuer Schwung (2000)
- Rosenduft (2002)
- 20-Jahre Jubiläumsausgabe (2003)
- In alter Frische (2004)
- Ferienlaune (2006)
- Schwabenstolz (2008)
- Gut aufgelegt (2010)
- Traumland (2012)
- 30-Jahre Jubiläumsausgabe (2013)
- So klingt der Süden (2015)
- Lebenslust (2017)

## Peter Schads 4er-Musig
Das Volksmusik-Quintett besteht aus Michael Kuhn und Siegfried Hermann, die bereits Mitglieder von Peter Schads Oberschwäbischen Dorfmusikanten sind. Dazu gesellen sich Gregor Holzmann mit seiner Steirischen Harmonika und Monika Schmidt als Gitarristin. Es sind somit die Register Flügelhorn, Tenorhorn, Basstuba, Steirischer Harmonika und Gitarre besetzt. Das Repertoire der eher ungewöhnliche Besetzung reicht von Eigenkompositionen, über oberschwäbische und böhmische Weisen, bis zu Stücken klassischer Meister.

### Diskographie
- 4er-Musig 1
- 4er-Musig 2
- 4er-Musig „15 Jahre“

## Werke (Auswahl)
- Jubiläumsklänge (Marschpolka)
- Kuschel-Polka (Polka)
- Rosenduft (Polka)
- Junge Tenöre (Polka)
- 2er-Polka (Polka)
- Letztes Abendrot (Walzer)
- Junges Musikantenherz (Polka)
- Ewig schad (Polka)
- Herzdame (Polka)
- Ein Gruß an dich (Walzer)